# Mokope Modjadji
Mokope Modjadji V (1936 - 28 de junho de 2001) foi a quinta Rainha Chuva da tribo Balobedu na província de Limpopo da África do Sul de 1981 até sua morte em 2001.

## Biografia
Mokope foi muito tradicional em seu papel como Rainha chuva. Ela viveu em reclusão no Complexo Real da Vila Khetlhakone e seguiu todos os costumes eram esperados a Rainha chuva devem seguir.
Mokope conheceu e se tornou boa amiga do o então Presidente da África do Sul Nelson Mandela em 1994. Mandela se pode falar com Mokope através do intermediário tradicional.
Mais tarde eles se tornaram melhores amigos e Mandela comprou a rainha da chuva um carro japonês para ajudá-la a viajar até as estradas íngremes para seu Complexo Real.
Em outras frentes políticas, a Rainha Mokope não suportava a ideia de um governo como ANC ela acreditava que as suas idéias anti-tradicionais diluiria sua autoridade. No entanto, uma vez que o ANC chegou ao poder, eles trataram a rainha com respeito. Ela foi ainda oferecido um salário anual.
Mokope teve três filhos, incluindo sua sucessora designada, a princesa Makheala. No entanto, a princesa Makheala morreu em 2001, dois dias antes de sua morte. a rainha Mokope morreu aos 65 anos. Sua neta, Makobo Modjadji tornou-se a próxima rainha chuva. O filho de Mokope, o Príncipe Masopha Edwin Modjadji morreu em agosto de 2005.